# 王叔英
王叔英（おう しゅくえい、生年不詳 - 1402年）は明初の儒学者。字は原采（げんさい）、号は静学（せいがく）。黄岩亭峰（現在の浙江省温嶺市太平街道小河頭村）の人。壬午殉難に際して自害した。著作に『清学集』がある。

## 生涯
品行方正な篤学者であった。洪武年間、楊大中・葉見泰・方孝孺らとともに召し出されたが、これを固辞した。洪武20年（1387年）に推薦を受けて仙居府の訓導となり、続いて徳安府の教授を務めた。さらに漢陽の知県を任ぜられると、日照りの年には断食して祈りを捧げるなど徳政を敷いた。また、方孝孺とも親しく交流した。
建文年間に入ると、中央に呼び戻されて翰林院の修撰となり、楊士奇を朝廷に推挙した。方孝孺が井田法を推すのを時代に合わないとして止めたり、『資治八策』を上書したりといった功績があった。
靖難の変が起こり、燕軍が淮河まで迫ると、王叔英は勅命を奉じて広徳（現在の安徽省広徳市）で兵を募ったが、間もなく広徳へ落ち延びてきた斉泰から南京陥落を聞かされ、共に慟哭して再起を期した。しかしその斉泰も捕らえられたことを知り、いよいよ万事休したことを悟ると、沐浴し、衣冠を整えて、祠山の玄妙観にあった銀杏の木で縊死した。遺体は天台山の道士盛希年によって埋葬された。懐には、伯夷・叔斉の故事を引き合いに出した辞世の句があったという。
朱棣が永楽帝として即位すると、陳瑛が王叔英の家財を没収しようとした。妻の金氏は縊死し、二人の娘は錦衣衛の獄に下され、井戸に身を投げた。この二人の娘が忘れられてしまわないよう、「二女井」が建てられた。
正統6年（1441年）には、楊士奇が王叔英の墓に立ち寄り、祭祀を行なった。さらに、成化7年（1471年）から広徳の知州として赴任した周瑛が墓を改修した。